# Selenobrachys philippinus
Selenobrachys philippinus är en spindelart som beskrevs av Schmidt 1999. Selenobrachys philippinus ingår i släktet Selenobrachys och familjen fågelspindlar.
Artens utbredningsområde är Filippinerna. Inga underarter finns listade i Catalogue of Life.